# Вольфганг Бот
Вольфганг Бот (нім. Wolfgang Both; нар. 1950) — німецький видавець, критик-фантастикознавець, громадсько-політичний діяч.

## Біографія
Вивчав інформаційні технології в університеті Ільменау. Після закінчення навчання більше 20 років працював у галузі промислових досліджень. На початку 1990-х співпрацював у рамках проекту Федерального міністерства досліджень. Спеціалізується на впровадженні транскордонної інноваційної стратегії в галузях інформаційно-комунакаційних технологій та медіа, безпеці інформаційних технологій та Інтернет-послуг. Більше 15 років працює в Департаменті економіки, технологій та досліджень Берлінського земельного Сенату.

## Внесок до фантастикознавства
Є визнаним істориком німецької фантастики та дослідником соціалістичних утопій. Разом з Гансом-Пітером Нейманом і Клаусом Схефлером видав історію фендомів НДР «Звіти з паралельного світу» (1998). Найбільшою заслугою Вольфганга Бота є випуск наразі єдиної відомої в світі критичної роботи з аналізом комуністичних утопій у фантастиці «Червоні креслення [Архівовано 5 серпня 2016 у Wayback Machine.]». В 2009 році автор за цю книгу був нагороджений премією імені Курда Лассвіца (номінація «Спеціальна премія»). В «Червоних кресленнях» прослідковуються витоки жанру комуністичної утопії, аналізується бачення комунізму в творах фантастики (переважно німецькомовної), інші пов'язані аспекти як фантастичні сюжети (диктатура пролетаріату, фемінізм, атеїзм і т. ін.).